# Světový pohár v rychlobruslení 2012/2013
Světový pohár v rychlobruslení 2012/2013 byl 28. ročník Světového poháru v rychlobruslení. Konal se v období od 16. listopadu 2012 do 10. března 2013. Soutěž byla organizována Mezinárodní bruslařskou unií (ISU).
Jako ukázková disciplína byl na třech mítincích předveden i týmový sprint.

## Kalendář
| Místo      | Datum                  | 500 m | 1000 m | 1500 m | 3 km/5 km | 5 km/10 km | hromadný start | stíhací závod | týmový sprint1 |
| ---------- | ---------------------- | ----- | ------ | ------ | --------- | ---------- | -------------- | ------------- | -------------- |
| Heerenveen | 16.–18. listopadu 2012 | 2×    | 1×     | 1×     | 1×        |            | 1×             | 1×            |                |
| Kolomna    | 24.–25. listopadu 2012 |       |        | 1×     | 1×        |            | 1×             |               |                |
| Astana     | 1.–2. prosince 2012    |       |        | 1×     |           | 1×         |                | 1×            |                |
| Nagano     | 8.–9. prosince 2012    | 2×    | 2×     |        |           |            |                |               | 1×             |
| Charbin    | 15.–16. prosince 2012  | 2×    | 2×     |        |           |            |                |               | 1×             |
| Calgary    | 19.–20. ledna 2013     | 2×    | 2×     |        |           |            |                |               |                |
| Inzell     | 9.–10. února 2013      |       |        | 1×     | 1×        |            | 1×             |               |                |
| Erfurt     | 1.–3. března 2013      | 2×    | 1×     | 1×     |           | 1×         |                | 1×            | 1×             |
| Heerenveen | 8.–10. března 2013     | 2×    | 1×     | 1×     | 1×        |            | 1×             | 1×            |                |

1 pouze ukázková disciplína

## Muži

### 500 m
| Místo          | 1. místo          | Čas       | 2. místo      | Čas       | 3. místo         | Čas       |
| -------------- | ----------------- | --------- | ------------- | --------- | ---------------- | --------- |
| Heerenveen 1   | Pekka Koskela     | 34,96     | Artur Waś     | 34,98     | Jan Smeekens     | 35,07 (2) |
| Heerenveen 2   | Džódži Kató       | 34,98     | Jan Smeekens  | 35,04     | Mo Tche-pom      | 35,15 (2) |
| Nagano 1       | Pekka Koskela     | 34,64     | Michel Mulder | 34,95     | Tucker Fredricks | 35,10     |
| Nagano 2       | Keiičiró Nagašima | 35,14     | Gilmore Junio | 35,16     | Jan Smeekens     | 35,18     |
| Charbin 1      | Jan Smeekens      | 35,15     | Michel Mulder | 35,20     | Džódži Kató      | 35,22     |
| Charbin 2      | Džódži Kató       | 34,94     | Ronald Mulder | 35,21     | Jan Smeekens     | 35,27     |
| Calgary 1      | Jan Smeekens      | 34,32     | Pekka Koskela | 34,36 (1) | Jamie Gregg      | 34,36 (9) |
| Calgary 2      | Jan Smeekens      | 34,39     | Džódži Kató   | 34,44     | Michel Mulder    | 34,55     |
| Erfurt 1       | Jan Smeekens      | 35,06     | Džódži Kató   | 35,16     | Ronald Mulder    | 35,28     |
| Erfurt 2       | Jan Smeekens      | 34,96     | Džódži Kató   | 35,05     | Ronald Mulder    | 35,28     |
| Heerenveen 1   | Jan Smeekens      | 34,84     | Jamie Gregg   | 34,96     | Ronald Mulder    | 35,04     |
| Heerenveen 2   | Jan Smeekens      | 34,83     | Džódži Kató   | 34,92     | Michel Mulder    | 34,97     |
|                |                   |           |               |           |                  |           |
| Celkové pořadí | Jan Smeekens      | 1130 bodů | Džódži Kató   | 896 bodů  | Michel Mulder    | 665 bodů  |

### 1000 m
| Místo          | 1. místo         | Čas      | 2. místo         | Čas      | 3. místo                 | Čas         |
| -------------- | ---------------- | -------- | ---------------- | -------- | ------------------------ | ----------- |
| Heerenveen     | Denny Morrison   | 1:09,43  | Pekka Koskela    | 1:09,51  | Kjeld Nuis               | 1:09,53     |
| Nagano 1       | Pekka Koskela    | 1:09,52  | Samuel Schwarz   | 1:09,69  | I Kju-hjok               | 1:09,85     |
| Nagano 2       | Hein Otterspeer  | 1:09,20  | Denny Morrison   | 1:09,64  | Kjeld Nuis               | 1:09,72     |
| Charbin 1      | Shani Davis      | 1:10,05  | Hein Otterspeer  | 1:10,07  | Samuel Schwarz           | 1:10,10     |
| Charbin 2      | Samuel Schwarz   | 1:09,69  | Shani Davis      | 1:09,87  | Hein Otterspeer          | 1:09,92     |
| Calgary 1      | Shani Davis      | 1:07,49  | Kjeld Nuis       | 1:07,64  | Michel Mulder            | 1:07,87     |
| Calgary 2      | Hein Otterspeer  | 1:07,76  | Shani Davis      | 1:07,83  | Samuel Schwarz           | 1:07,85     |
| Erfurt         | Brian Hansen     | 1:09,79  | Stefan Groothuis | 1:09,84  | Dmitrij Lobkov Nico Ihle | 1:10,18 (9) |
| Heerenveen     | Stefan Groothuis | 1:08,91  | Mark Tuitert     | 1:09,22  | Kjeld Nuis               | 1:09,24 (0) |
|                |                  |          |                  |          |                          |             |
| Celkové pořadí | Kjeld Nuis       | 587 bodů | Shani Davis      | 546 bodů | Hein Otterspeer          | 507 bodů    |

### 1500 m
| Místo          | 1. místo        | Čas      | 2. místo        | Čas      | 3. místo              | Čas      | Příp. další česká účast   | Čas     |
| -------------- | --------------- | -------- | --------------- | -------- | --------------------- | -------- | ------------------------- | ------- |
| Heerenveen     | Maurice Vriend  | 1:46,13  | Håvard Bøkko    | 1:46,40  | Sverre Lunde Pedersen | 1:46,54  | 27. (div. B) Milan Sáblík | 1:53,42 |
| Kolomna        | Koen Verweij    | 1:45,56  | Bart Swings     | 1:45,77  | Brian Hansen          | 1:45,91  | 28. (div. B) Milan Sáblík | 1:52,46 |
| Astana         | Shani Davis     | 1:46,01  | Håvard Bøkko    | 1:46,34  | Zbigniew Bródka       | 1:46,42  | 20. (div. B) Milan Sáblík | 1:53,67 |
| Inzell         | Denis Juskov    | 1:46,07  | Zbigniew Bródka | 1:46,09  | Brian Hansen          | 1:46,14  | 25. (div. B) Milan Sáblík | DSQ     |
| Erfurt         | Zbigniew Bródka | 1:46,88  | Haralds Silovs  | 1:46,98  | Brian Hansen          | 1:47,01  | 21. (div. B) Milan Sáblík | 1:56,44 |
| Heerenveen     | Bart Swings     | 1:45,50  | Zbigniew Bródka | 1:45,96  | Shani Davis           | 1:46,13  | —                         | —       |
|                |                 |          |                 |          |                       |          |                           |         |
| Celkové pořadí | Zbigniew Bródka | 460 bodů | Bart Swings     | 336 bodů | Håvard Bøkko          | 329 bodů | 51. Milan Sáblík          | 0 bodů  |

### 5000 m/10 000 m
| Místo          | Disciplína     | 1. místo       | Čas      | 2. místo        | Čas      | 3. místo        | Čas      | Příp. další česká účast         | Čas     |
| -------------- | -------------- | -------------- | -------- | --------------- | -------- | --------------- | -------- | ------------------------------- | ------- |
| Heerenveen     | 5000 m         | Sven Kramer    | 6:16,09  | Jorrit Bergsma  | 6:16,78  | Jan Blokhuijsen | 6:16,81  | 28. (div. B) Zdeněk Haselberger | 6:49,94 |
| Kolomna        | 5000 m         | Sven Kramer    | 6:10,62  | Jan Blokhuijsen | 6:11,97  | Jorrit Bergsma  | 6:13,08  | 30. (div. B) Zdeněk Haselberger | 6:41,87 |
| Astana         | 10 000 m       | Jorrit Bergsma | 12:50,40 | Bob de Jong     | 12:51,22 | I Sung-hun      | 13:07,06 | —                               | —       |
| Inzell         | 5000 m         | Sven Kramer    | 6:11,76  | Bob de Jong     | 6:14,08  | Jorrit Bergsma  | 6:14,55  | 28. (div. B) Zdeněk Haselberger | 6:54,45 |
| Erfurt         | 10 000 m       | Bob de Jong    | 12:53,56 | Jorrit Bergsma  | 12:55,36 | I Sung-hun      | 13:19,84 | —                               | —       |
| Heerenveen     | 5000 m         | Sven Kramer    | 6:10,78  | Jorrit Bergsma  | 6:15,74  | Bob de Jong     | 6:18,26  | —                               | —       |
|                |                |                |          |                 |          |                 |          |                                 |         |
| Celkové pořadí | Celkové pořadí | Jorrit Bergsma | 520 bodů | Bob de Jong     | 485 bodů | Sven Kramer     | 450 bodů | 53. Zdeněk Haselberger          | 0 bodů  |

### Závod s hromadným startem
| Místo          | 1. místo             | Sprint. body (čas) | 2. místo         | Sprint. body (čas) | 3. místo             | Sprint. body (čas) | Příp. další česká účast                                  | Sprint. body (čas)              |
| -------------- | -------------------- | ------------------ | ---------------- | ------------------ | -------------------- | ------------------ | -------------------------------------------------------- | ------------------------------- |
| Heerenveen     | Christijn Groeneveld | 31 b. (10:14,55)   | Arjan Stroetinga | 15 b. (10:14,61)   | Alexis Contin        | 12 b. (10:14,67)   | 17. (div. B) Zdeněk Haselberger                          | 0 b. (10:26,00)                 |
| Kolomna        | Jorrit Bergsma       | 40 b. (10:00,07)   | Ewen Fernandez   | 22 b. (10:00,42)   | Alexis Contin        | 10 b. (10:08,98)   | 10. (div. B) Zdeněk Haselberger                          | 2 b. (10:59,58)                 |
| Inzell         | Arjan Stroetinga     | 38 b. (9:57,56)    | Haralds Silovs   | 28 b. (9:58,93)    | Christijn Groeneveld | 15 b. (9:59,80)    | 4. (div. B) Zdeněk Haselberger 15. (div. B) Milan Sáblík | 8 b. (10:46,10) 0 b. (10:53,74) |
| Heerenveen     | Bart Swings          | 33 b. (10:32,32)   | Ču Hjong-čun     | 15 b. (10:32,37)   | Arjan Stroetinga     | 11 b. (10:32,40)   | —                                                        | —                               |
|                |                      |                    |                  |                    |                      |                    |                                                          |                                 |
| Celkové pořadí | Arjan Stroetinga     | 330 bodů           | Bart Swings      | 310 bodů           | Jordan Belchos       | 216 bodů           | 33. Zdeněk Haselberger 43. Milan Sáblík                  | 11 bodů 0 bodů                  |

### Stíhací závod družstev
| Místo          | 1. místo                                               | Čas      | 2. místo                                          | Čas      | 3. místo                                                       | Čas      |
| -------------- | ------------------------------------------------------ | -------- | ------------------------------------------------- | -------- | -------------------------------------------------------------- | -------- |
| Heerenveen     | Nizozemsko Jan Blokhuijsen Sven Kramer Koen Verweij    | 3:39,76  | Rusko Jevgenij Lalenkov Ivan Skobrev Denis Juskov | 3:42,90  | Jižní Korea Ču Hjong-čun Ko Pjong-uk I Sung-hun                | 3:43,57  |
| Astana         | Nizozemsko Jorrit Bergsma Koen Verweij Jan Blokhuijsen | 3:41,27  | Jižní Korea I Sung-hun Ču Hjong-čun Kim Čchol-min | 3:41,49  | Norsko Håvard Bøkko Sverre Lunde Pedersen Simen Spieler Nilsen | 3:43,43  |
| Erfurt         | Nizozemsko Sven Kramer Jorrit Bergsma Koen Verweij     | 3:45,21  | Jižní Korea I Sung-hun Ko Pjong-uk Kim Čchol-min  | 3:45,33  | Polsko Zbigniew Bródka Konrad Niedźwiedzki Jan Szymański       | 3:45,79  |
| Heerenveen     | Nizozemsko Jan Blokhuijsen Sven Kramer Koen Verweij    | 3:40,64  | Jižní Korea Ču Hjong-čun Ko Pjong-uk I Sung-hun   | 3:42,69  | Rusko Jevgenij Lalenkov Ivan Skobrev Denis Juskov              | 3:43,02  |
|                |                                                        |          |                                                   |          |                                                                |          |
| Celkové pořadí | Nizozemsko                                             | 450 bodů | Jižní Korea                                       | 350 bodů | Rusko                                                          | 285 bodů |

## Ženy

### 500 m
| Místo          | 1. místo      | Čas        | 2. místo              | Čas       | 3. místo              | Čas       | Příp. další česká účast                              | Čas             |
| -------------- | ------------- | ---------- | --------------------- | --------- | --------------------- | --------- | ---------------------------------------------------- | --------------- |
| Heerenveen 1   | I Sang-hwa    | 37,85      | Heather Richardsonová | 37,95     | Nao Kodairaová        | 38,26     | 10. Karolína Erbanová                                | 38,70           |
| Heerenveen 2   | I Sang-hwa    | 37,92      | Heather Richardsonová | 38,13     | Jenny Wolfová         | 38,14     | 10. Karolína Erbanová 23. (div. B) Martina Sáblíková | 38,69 41,53     |
| Nagano 1       | I Sang-hwa    | 37,63      | Nao Kodairaová        | 37,96     | Heather Richardsonová | 38,01     | 9. Karolína Erbanová                                 | 38,53 (0)       |
| Nagano 2       | I Sang-hwa    | 37,60      | Jenny Wolfová         | 37,91     | Nao Kodairaová        | 38,09     | 7. Karolína Erbanová                                 | 38,47           |
| Charbin 1      | I Sang-hwa    | 37,94      | Jenny Wolfová         | 37,95     | Jü Ťing               | 38,53     | 10. Karolína Erbanová                                | 38,86           |
| Charbin 2      | I Sang-hwa    | 37,65      | Jü Ťing               | 38,34     | Nao Kodairaová        | 38,38     | 12. Karolína Erbanová                                | 38,98           |
| Calgary 1      | I Sang-hwa    | 36,99      | Heather Richardsonová | 37,12     | Jü Ťing               | 37,28     | 14. Karolína Erbanová                                | 38,14           |
| Calgary 2      | I Sang-hwa    | 36,80 (WR) | Heather Richardsonová | 37,42     | Margot Boerová        | 37,54     | 10. Karolína Erbanová                                | 37,88           |
| Erfurt 1       | Wang Pej-sing | 38,07      | Thijsje Oenemaová     | 38,34     | Jenny Wolfová         | 38,39     | 12. Karolína Erbanová                                | 38,93           |
| Erfurt 2       | Wang Pej-sing | 38,15      | Olga Fatkulinová      | 38,21 (5) | Thijsje Oenemaová     | 38,21 (7) | 19. Karolína Erbanová                                | 40,78           |
| Heerenveen 1   | Jenny Wolfová | 37,77      | Wang Pej-sing         | 37,81     | I Sang-hwa            | 37,82     | 14. Karolína Erbanová                                | 38,61           |
| Heerenveen 2   | I Sang-hwa    | 37,77      | Wang Pej-sing         | 37,78     | Thijsje Oenemaová     | 38,10     | 17. Karolína Erbanová                                | 39,18           |
|                |               |            |                       |           |                       |           |                                                      |                 |
| Celkové pořadí | I Sang-hwa    | 1055 bodů  | Jenny Wolfová         | 851 bodů  | Wang Pej-sing         | 756 bodů  | 13. Karolína Erbanová 48. Martina Sáblíková          | 274 bodů 0 bodů |

### 1000 m
| Místo          | 1. místo              | Čas         | 2. místo              | Čas         | 3. místo               | Čas      | Příp. další česká účast                             | Čas             |
| -------------- | --------------------- | ----------- | --------------------- | ----------- | ---------------------- | -------- | --------------------------------------------------- | --------------- |
| Heerenveen     | Heather Richardsonová | 1:15,27     | Čang Chung            | 1:15,41     | Lotte van Beeková      | 1:15,83  | 7. Karolína Erbanová 11. (div. B) Martina Sáblíková | 1:16,58 1:19,71 |
| Nagano 1       | Heather Richardsonová | 1:15,24     | Christine Nesbittová  | 1:15,45     | Lotte van Beeková      | 1:16,15  | 7. Karolína Erbanová                                | 1:16,86         |
| Nagano 2       | Christine Nesbittová  | 1:15,13     | Heather Richardsonová | 1:15,26     | Lotte van Beeková      | 1:15,87  | 6. Karolína Erbanová                                | 1:16,30         |
| Charbin 1      | Karolína Erbanová     | 1:17,10     | Čang Chung            | 1:17,14     | Margot Boerová         | 1:17,35  | —                                                   | —               |
| Charbin 2      | Čang Chung            | 1:16,71 (7) | Karolína Erbanová     | 1:16,71 (8) | Olga Fatkulinová       | 1:17,12  | —                                                   | —               |
| Calgary 1      | Heather Richardsonová | 1:13,09     | Christine Nesbittová  | 1:13,67     | Brittany Boweová       | 1:13,92  | 10. Karolína Erbanová                               | 1:15,10         |
| Calgary 2      | Heather Richardsonová | 1:13,30     | Ireen Wüstová         | 1:13,89     | Brittany Boweová       | 1:13,96  | 4. Karolína Erbanová                                | 1:14,25         |
| Erfurt         | Brittany Boweová      | 1:15,34     | Ireen Wüstová         | 1:15,74     | Olga Fatkulinová       | 1:15,79  | 8. Karolína Erbanová                                | 1:16,93         |
| Heerenveen     | Christine Nesbittová  | 1:15,48     | Čang Chung            | 1:15,50     | Laurine van Riessenová | 1:15,95  | 8. Karolína Erbanová                                | 1:16,34         |
|                |                       |             |                       |             |                        |          |                                                     |                 |
| Celkové pořadí | Heather Richardsonová | 525 bodů    | Brittany Boweová      | 480 bodů    | Karolína Erbanová      | 465 bodů | 50. Martina Sáblíková                               | 0 bodů          |

### 1500 m
| Místo          | 1. místo             | Čas      | 2. místo             | Čas      | 3. místo             | Čas      | Příp. další česká účast                            | Čas                 |
| -------------- | -------------------- | -------- | -------------------- | -------- | -------------------- | -------- | -------------------------------------------------- | ------------------- |
| Heerenveen     | Christine Nesbittová | 1:56,35  | Marrit Leenstraová   | 1:56,42  | Lotte van Beeková    | 1:57,42  | 5. Martina Sáblíková                               | 1:58,11             |
| Kolomna        | Marrit Leenstraová   | 1:55,03  | Jekatěrina Šichovová | 1:55,52  | Christine Nesbittová | 1:56,16  | 4. Martina Sáblíková 2. (div. B) Karolína Erbanová | 1:56,94 1:59,06     |
| Astana         | Christine Nesbittová | 1:57,18  | Marrit Leenstraová   | 1:57,29  | Linda de Vriesová    | 1:57,30  | 7. Karolína Erbanová 8. Martina Sáblíková          | 1:58,10 1:58,29 (2) |
| Inzell         | Ireen Wüstová        | 1:55,95  | Diane Valkenburgová  | 1:56,42  | Jekatěrina Šichovová | 1:57,07  | —                                                  | —                   |
| Erfurt         | Ireen Wüstová        | 1:55,61  | Diane Valkenburgová  | 1:58,32  | Marrit Leenstraová   | 1:58,38  | 19. Karolína Erbanová                              | 2:03,59             |
| Heerenveen     | Ireen Wüstová        | 1:54,67  | Lotte van Beeková    | 1:56,58  | Christine Nesbittová | 1:56,86  | 9. Martina Sáblíková                               | 1:57,96             |
|                |                      |          |                      |          |                      |          |                                                    |                     |
| Celkové pořadí | Marrit Leenstraová   | 411 bodů | Christine Nesbittová | 375 bodů | Ireen Wüstová        | 350 bodů | 10. Martina Sáblíková 23. Karolína Erbanová        | 178 bodů 65 bodů    |

### 3000 m/5000 m
| Místo          | Disciplína     | 1. místo             | Čas      | 2. místo             | Čas      | 3. místo             | Čas      | Příp. další česká účast | Čas     |
| -------------- | -------------- | -------------------- | -------- | -------------------- | -------- | -------------------- | -------- | ----------------------- | ------- |
| Heerenveen     | 3000 m         | Stephanie Beckertová | 4:04,39  | Martina Sáblíková    | 4:06,71  | Jorien ter Morsová   | 4:06,90  | —                       | —       |
| Kolomna        | 3000 m         | Claudia Pechsteinová | 4:02,31  | Martina Sáblíková    | 4:02,46  | Marije Jolingová     | 4:03,90  | —                       | —       |
| Astana         | 5000 m         | Martina Sáblíková    | 7:00,75  | Claudia Pechsteinová | 7:01,05  | Olga Grafová         | 7:01,38  | —                       | —       |
| Inzell         | 3000 m         | Ireen Wüstová        | 4:02,23  | Diane Valkenburgová  | 4:05,31  | Martina Sáblíková    | 4:05,41  | —                       | —       |
| Erfurt         | 5000 m         | Martina Sáblíková    | 7:01,33  | Stephanie Beckertová | 7:02,84  | Claudia Pechsteinová | 7:06,96  | —                       | —       |
| Heerenveen     | 3000 m         | Ireen Wüstová        | 3:58,68  | Diane Valkenburgová  | 4:04,75  | Linda de Vriesová    | 4:04,87  | 6. Martina Sáblíková    | 4:07,44 |
|                |                |                      |          |                      |          |                      |          |                         |         |
| Celkové pořadí | Celkové pořadí | Martina Sáblíková    | 475 bodů | Claudia Pechsteinová | 421 bodů | Diane Valkenburgová  | 410 bodů | —                       | —       |

### Závod s hromadným startem
| Heerenveen     | Mariska Huismanová | 31 b. (8:22,96) | Jorien ter Morsová       | 15 b. (8:22,97) | Claudia Pechsteinová | 14 b. (8:23,05) |  |  |  |
| Kolomna        | Kim Po-rum         | 31 b. (8:40,77) | Ivanie Blondinová        | 19 b. (8:41,19) | Mariska Huismanová   | 15 b. (8:40,90) |  |  |  |
| Inzell         | Kim Po-rum         | 31 b. (8:13,80) | Francesca Lollobrigidová | 19 b. (8:14,10) | Mariska Huismanová   | 14 b. (8:14,11) |  |  |  |
| Heerenveen     | Irene Schoutenová  | 32 b. (9:14,26) | Ivanie Blondinová        | 19 b. (9:14,29) | Kim Po-rum           | 10 b. (9:14,38) |  |  |  |
|                |                    |                 |                          |                 |                      |                 |  |  |  |
| Celkové pořadí | Kim Po-rum         | 365 bodů        | Mariska Huismanová       | 330 bodů        | Ivanie Blondinová    | 300 bodů        |  |  |  |

### Stíhací závod družstev
| Místo          | 1. místo                                                            | Čas      | 2. místo                                                           | Čas         | 3. místo                                                                   | Čas         |
| -------------- | ------------------------------------------------------------------- | -------- | ------------------------------------------------------------------ | ----------- | -------------------------------------------------------------------------- | ----------- |
| Heerenveen     | Německo Stephanie Beckertová Isabell Ostová Claudia Pechsteinová    | 3:01,14  | Nizozemsko Marije Jolingová Marrit Leenstraová Diane Valkenburgová | 3:02,33 (1) | Kanada Ivanie Blondinová Christine Nesbittová Brittany Schusslerová        | 3:02,33 (7) |
| Astana         | Kanada Ivanie Blondinová Christine Nesbittová Brittany Schusslerová | 2:58,40  | Jižní Korea Kim Po-rum No Son-jong Pak To-jong                     | 3:00,55     | Nizozemsko Marrit Leenstraová Diane Valkenburgová Linda de Vriesová        | 3:00,71     |
| Erfurt         | Nizozemsko Marrit Leenstraová Diane Valkenburgová Ireen Wüstová     | 3:02,83  | Kanada Ivanie Blondinová Kali Christová Cindy Klassenová           | 3:04,34     | Polsko Katarzyna Bachledová-Curuśová Natalia Czerwonková Luiza Złotkowská  | 3:05,23     |
| Heerenveen     | Nizozemsko Marrit Leenstraová Linda de Vriesová Ireen Wüstová       | 3:00,50  | Kanada Kali Christová Christine Nesbittová Brittany Schusslerová   | 3:03,50     | Polsko Katarzyna Bachledová-Curuśová Katarzyna Woźniaková Luiza Złotkowská | 3:04,19     |
|                |                                                                     |          |                                                                    |             |                                                                            |             |
| Celkové pořadí | Nizozemsko                                                          | 400 bodů | Kanada                                                             | 370 bodů    | Polsko                                                                     | 295 bodů    |

## Grand World Cup
| Pořadí | Jméno           | Body |
| ------ | --------------- | ---- |
| 1.     | Jorrit Bergsma  | 67   |
| 2.     | Jan Smeekens    | 54,5 |
| 3.     | Shani Davis     | 50,5 |
| 4.     | Bart Swings     | 50   |
| 5.     | Bob de Jong     | 48,5 |
| 6.     | Kjeld Nuis      | 45,5 |
| 7.     | Sven Kramer     | 45   |
| 8.     | Zbigniew Bródka | 42   |
| 9.     | Džódži Kató     | 41,5 |
| 10.    | Michel Mulder   | 39,5 |

| Pořadí | Jméno                 | Body  |
| ------ | --------------------- | ----- |
| 1.     | Ireen Wüstová         | 72    |
| 2.     | Christine Nesbittová  | 65,5  |
| 3.     | Diane Valkenburgová   | 63    |
| 4.     | Claudia Pechsteinová  | 59    |
| 5.     | I Sang-hwa            | 55,75 |
| 6.     | Martina Sáblíková     | 54    |
| 7.     | Marrit Leenstraová    | 52,5  |
| 8.     | Heather Richardsonová | 51    |
| 9.     | Kim Po-rum            | 41,5  |
| 10.    | Lotte van Beeková     | 40,5  |
|        |                       |       |
| 30.    | Karolína Erbanová     | 12    |